# Guilherme Giovannoni
Pour les articles homonymes, voir Giovannoni.
Guilherme Giovannoni, né le 2 juin 1980 à Piracicaba, au Brésil, est un joueur brésilien, naturalisé italien de basket-ball. Il évolue au poste d'ailier fort.

## Palmarès
- Champion des Amériques 2005 et 2009
- Finaliste du championnat des Amériques 2001
- Champion d'Italie 2006 (Benetton Trévise)
- Vainqueur de la coupe d'Italie 2004
- Vainqueur de l'EuroChallenge 2008-2009 (Virtus Bologne)
- Champion du Brésil 2010 (UniCEUB Brasília)